# 10 Pãezinhos
10 pãezinhos é uma revista em quadrinhos brasileira no estilo underground do tipo "produção independente" criado por Fábio Moon e Gabriel Bá em 1997. O fanzine impresso chegou a 40 números. Já foram publicados 5 livros dos "10 Pãezinhos": "O Girassol e a Lua (2000, Via Lettera), "Meu Coração, Não Sei Por Quê." (2001, Via Lettera), "CRÍTICA" (2004, Devir), "Mesa para Dois" (2006, Devir) e "FANZINE" (2007, Devir).
Em Novembro de 2004 foi lançado um Album "10 pãezinhos - CRÍTICA" pela Editora Devir, que contém a história "Feliz Aniversário, Meu Amigo!" publicada isoladamente em edição independente e "Qu'est que C'est?" publicada no álbum Autobiographix, pela Editora Dark Horse nos EUA, sendo indicada ao Eisner Awards.
Além de "Feliz Aniversário, Meu Amigo!", eles lançaram mais 3 revistas independentes no Brasil: "ROCK'N'ROLL" (2004), em parceria com Bruno D'Angelo e Kako; "Um Dia, Uma Noite" (2006) e "5" (2007), em conjunto com a americana Becky Cloonan, o Grego Vasilis Lolos e o gaúcho Rafael Grampá. Esta última revista ganhou o Eisner Award 2008 de melhor antologia.
Em 2007, lançaram uma adaptação de "O Alienista", de Machado de Assis, premiada com o prêmio Jabuti de "Melhor livro didático e paradidático de ensino fundamental ou médio".

## Prêmios
- Jabuti (2008)

Melhor livro didático e paradidático de ensino fundamental ou médio - O Alienista
- Eisner Awards (2008)

Melhor Antologia - 5
Melhor mini-série - The Umbrella Academy, Apocalipse Suite
Melhor Quadrinho digital - Sugarshock
- Harvey Awards (2008)

Melhor nova série - The Umbrella Academy
- Scream Awards (2008)

Melhor artista de Quadrinhos - Gabriel Bá
- Xeric Foundation Grant - Roland (1999)
- Prêmio Angelo Agostini (Angelo Agostini)

Melhor Desenhista - Fábio Moon e Gabriel Bá (2005, 2006)
Melhor Roteirista - Fábio Moon e Gabriel Bá (2004)
- Prêmio HQ Mix

Melhor Edição Especial Nacional - 10 Pãezinhos: Mesa para dois (2006)
Melhor Revista Independente - 10 Pãezinhos: Um dia, uma noite (2006)
Melhor Blog de Artista - Os Loucos Underground (2003, 2004, 2005, 2006)
Melhor Edição Especial Nacional - 10 Pãezinhos: CRÍTICA (2004)
Melhor Desenhista Nacional - Fábio Moon e Gabriel Bá (2004, 2006)
Desenhista Revelação - Fábio Moon e Gabriel Bá (1999)
Melhor Fanzine - 10 Pãezinhos (1999)